# Туголуков, Станислав Сергеевич
Станислав Сергеевич Туголуков (род. 8 августа 1970, Челябинск) — советский и российский хоккеист, нападающий. Мастер спорта России. Тренер.

## Биография
Племянник Анатолия Картаева, игравшего в челябинском «Тракторе», который завоевал бронзовые медали чемпионата 1976/77. Воспитанник «Трактора», тренер Николай Бец. В сезоне 1986/87 дебютировал в команде первой лиги «Металлург» Челябинск. Сезон 1989/90 провёл в «Автомобилисте» Караганда, затем вернулся в клуб, ставший называться «Мечел». С сезона 1993/94 стал играть за «Трактор» (ранее играл за команду в товарищеских международных матчах), стал бронзовым призёром МХЛ. Половину следующего сезона пропустил из-за травмы паха. Сезон 1996/97 отыграл в «Мечеле», после чего завершил карьеру. По собственным словам, переход во взрослый хоккей у меня не задался. Вокруг было слишком много соблазнов. Я принимал неправильные решения. К тому же перенёс две операции на сердце.
Владел заправочной станцией, нефтехранилищем. Занимался бизнесом, связанным с металлом. После обрушения бизнеса по программе взаимного обмена в составе экспериментальной группы для изучения опыта «хедхантинга», которую поддерживало министерство экономики Челябинской области, оказался в Далласе — Туголуков намеревался открыть спортивное агентство или стать спортивным менеджером, но, вернувшись в Россию, решил получить тренерскую лицензию в США.
Обучался в Техасском университете в Арлингтоне, работал в салоне по продаже автомобилей, владельцем которого являлся выходец из России. Стал на добровольных началах тренировать одну из молодёжных команд системы клуба НХЛ «Даллас Старз». Через год команда стала чемпионом штата Техас, А Туголуков подписал контракт главного тренера. По состоянию на 2014 год команды Туголукова шесть раз стали чемпионами штата Техас, три раза — чемпионами первенства США в разных возрастных группах, также один раз серебряными и еще один раз бронзовыми призерами. 6 раз команды выиграли региональные соревнования среди победителей семи штатов.
В 2005 году газетой «The Dallas Morning News» был признан лучшим тренером штата.
В 2006 году работал в «Мечеле» по приглашению Евгения Зиновьева, в 2013 году[уточнить] — с ним в казахстанской «Сарыарке».
В 2012—2018 годах — главный тренер команды девушек U19 «Даллас Старз». С 2013 года специалист по развитию индивидуального мастерства и пост-травматической реабилитации на льду в «Даллас Старз».
Сыновья Слава (род. 2005) и Элай (род. 2010) — также хоккеисты.